# Culte de l'Être suprême
Ne doit pas être confondu avec Culte de la Raison.

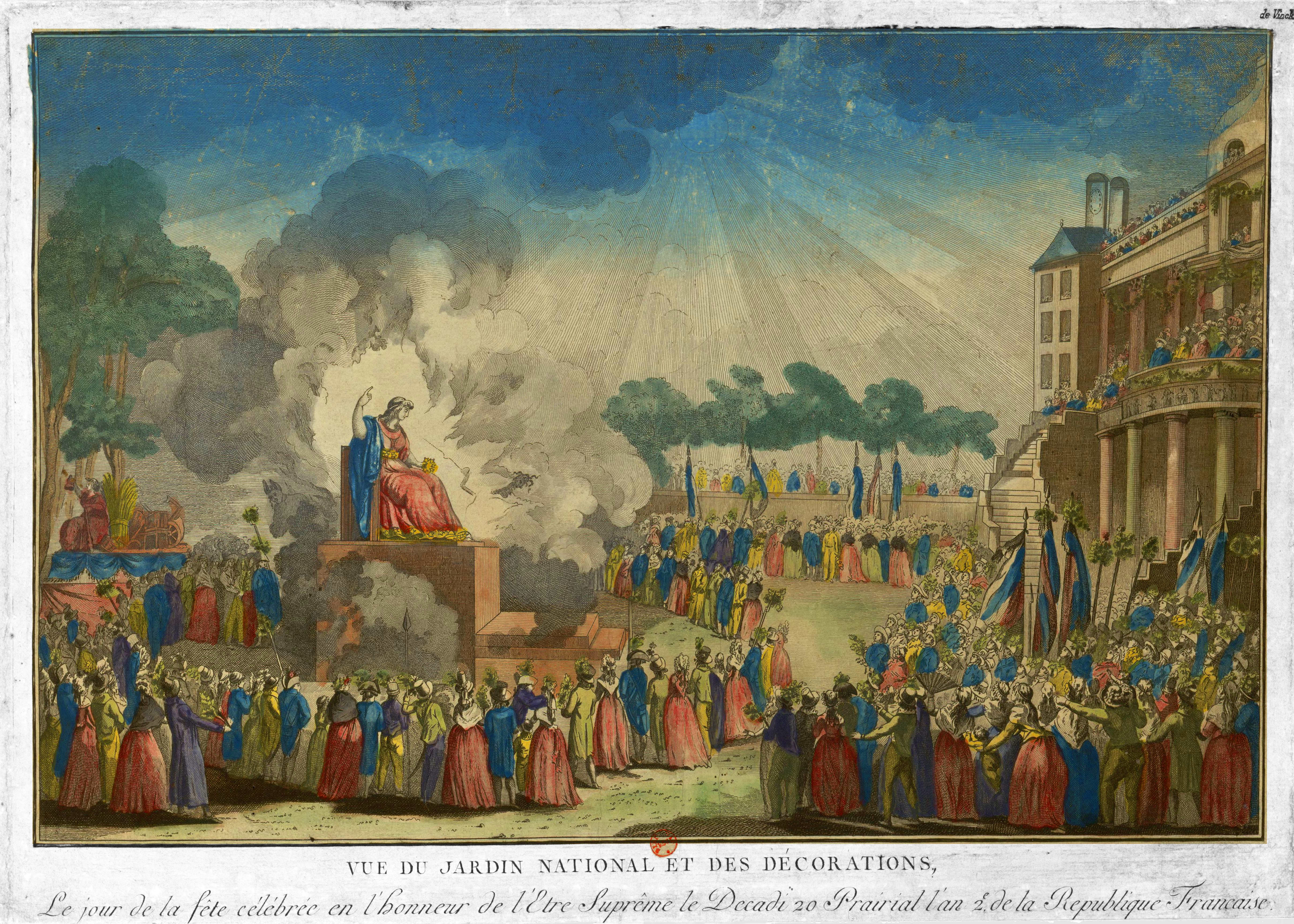
Fête de l'Être suprême, 1794
(Paris, musée Carnavalet).

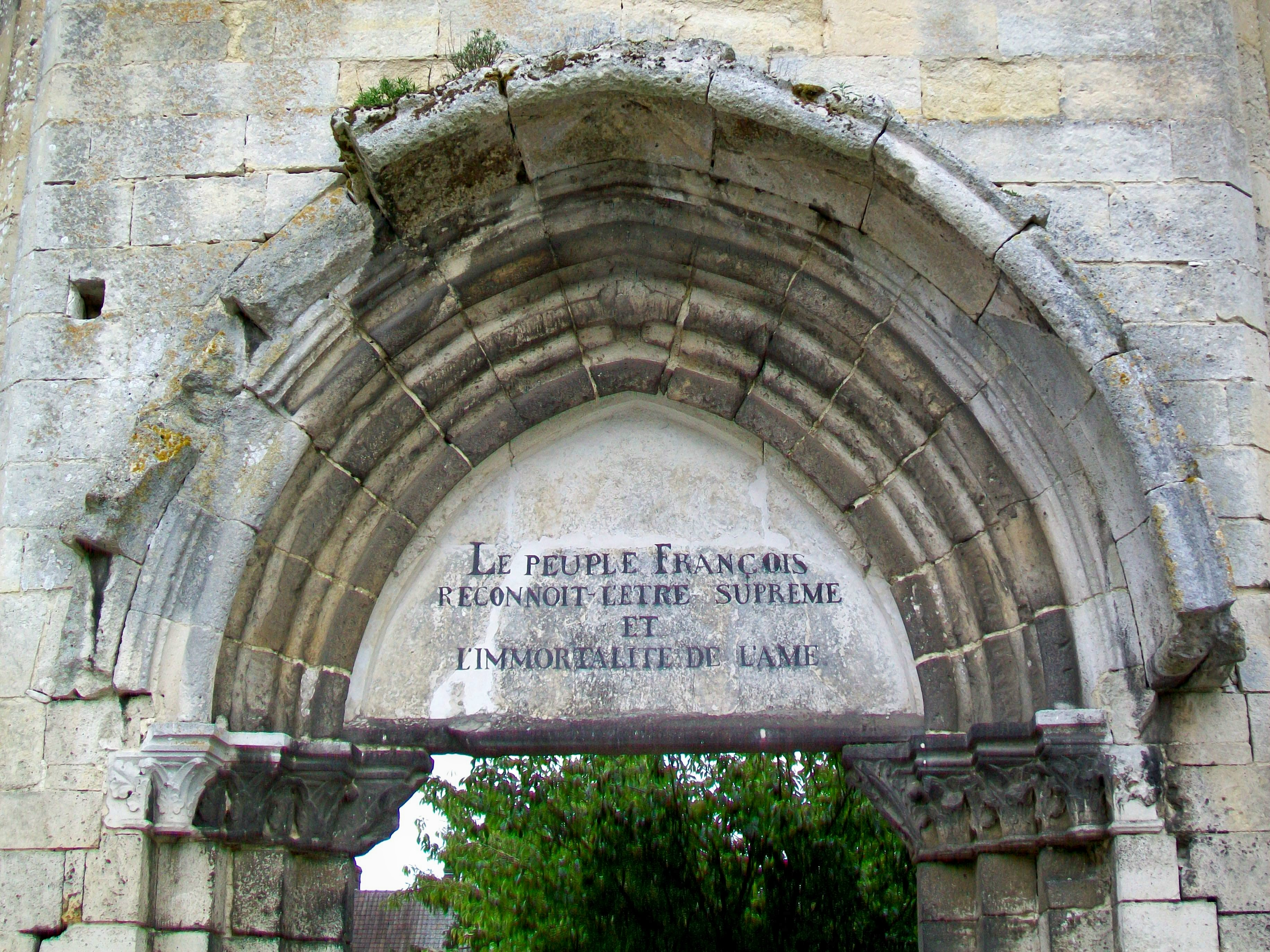
Inscription rappelant le culte de l'Être suprême, sur le portail de la collégiale ruinée Saint-Thomas à Crépy-en-Valois (Oise).

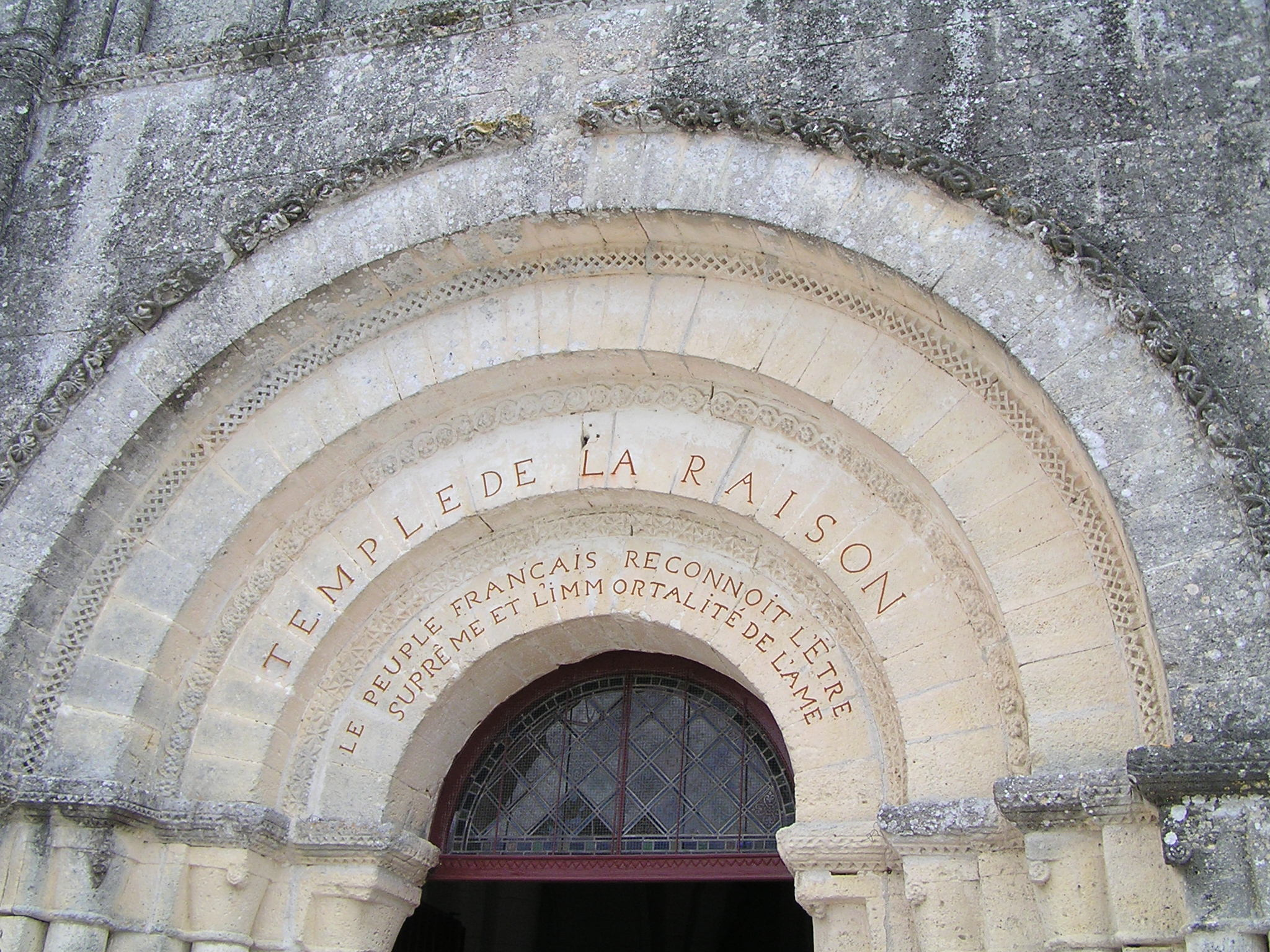
Criteuil-la-Magdeleine

Le culte de l'Être suprême est un culte religieux et civique organisé en France au début des années 1790 et notamment à l'occasion de fêtes en 1794. Ce culte, à l'origine philosophique, ne se voulait pas une religion. Comme le mentionne le décret du 18 floréal an II (7 mai 1794), le culte de l'Être suprême est un ensemble de fêtes destinées, à la demande du peuple, à lui faire prendre conscience qu'il est souverain dans son pays. Le théophilanthropisme est une émanation du culte de l'Être suprême apparu le 26 nivôse an V (15 janvier 1797) et interdit en 1803.
Si le culte de l'Être suprême a disparu au XIXe siècle, il demeure inscrit dans le préambule de la Déclaration des droits de l'homme et du citoyen de 1789, qui dispose que « l'Assemblée nationale reconnaît et déclare, en présence et sous les auspices de l'Être suprême, les droits suivants de l'homme et du citoyen »

## Origines philosophiques
Le concept d'Être suprême existe en philosophie depuis l'Antiquité grecque. Dans la Métaphysique, Aristote assimile le Premier moteur à un être suprême, premier en tout. Il faut toutefois attendre l’ère des Lumières pour que l'Être suprême prenne son sens. Cet Être est lié au concept de religion naturelle. Il aurait été nourri par celui de Grand Architecte de l'Univers soutenu par la Franc-maçonnerie.
Le XVIIIe siècle voit, en philosophie, une augmentation de l'utilisation de termes tels que « Créateur » ou « Auteur de la Nature » pour désigner celui que l'on appelait auparavant « Dieu ». D'Alembert utilise ces termes, ainsi que celui d'Être suprême, dès 1758. L'expression d'Être suprême apparaît, décalque de l'anglais « Supreme being », dans l'Essai sur le mérite et la vertu. Il s'agit d'une traduction faite par Diderot de An Inquiry Concerning Virtue or Merit de Shaftesbury, édition définitive en 1733.
Le culte de l'Être suprême procède également du déisme de Voltaire et du théisme chrétien de Rousseau, qui inspire ensuite Robespierre. Rousseau écrit ainsi, dans Émile ou De l'éducation, que « C’est l’ordre inaltérable de la nature qui montre le mieux l’être suprême ».
Selon l'abbé de La Chambre, cité par l'abbé Mallet dans l’article « déistes » de l’Encyclopédie ou Dictionnaire raisonné des sciences, des arts et des métiers, il existe deux sortes de déistes :
- ceux d'origine unitarienne ;
- ceux qui s'inscrivent dans la tradition de Malebranche et de Leibniz.

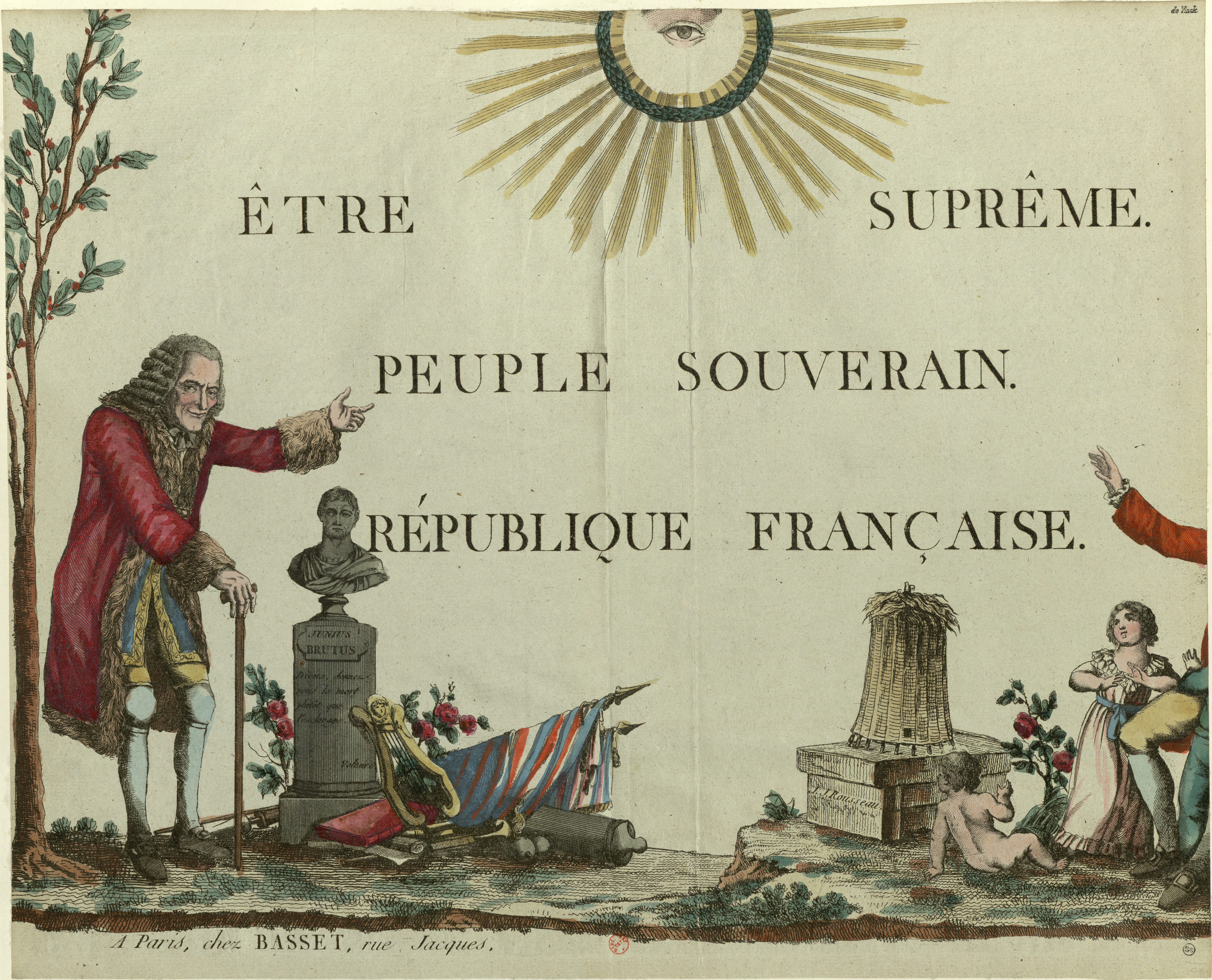
Être suprême. Peuple souverain. République française, estampe anonyme célébrant l'Être suprême, 1794. Voltaire est représenté à côté d'un buste de Lucius Junius Brutus, fondateur légendaire de la République romaine, et de divers symboles (enfants, ruche, trophée d'armes). Paris, BnF, département des estampes et de la photographie.

## Contexte
Ce culte a été imposé dans le climat d'insécurité qui était celui de la Terreur. Il marque une rupture avec la déchristianisation qui a accompagné la Révolution française et la tentative des Hébertistes d'imposer le Culte de la Raison. Robespierre, déiste, veut mettre fin à l'athéisme militant des révolutionnaires et unifier les Français autour d'un culte commun, tout en renforçant la mainmise de l’État sur la religion.
Ce culte se voulait une traduction du projet de religion civile porté par certains philosophes des Lumières : volonté de trouver une forme de vie apaisée entre croyants de différents cultes (protestants et catholiques notamment) et volonté de mettre les religions au service de l’État.

## Origines et objectifs politiques
On peut rapprocher ce culte d'un jacobinisme radical. Hannah Arendt, dans le chapitre V de son Essai sur la révolution, rapproche ce culte d'une recherche d'un absolu légitimant la Loi. Elle le nomme « Grand Législateur Universel ». En effet, à la suite de l'échec de l'instauration d'une constitution remplissant le même rôle que la Déclaration des droits (de 1689), il fallait trouver un absolu qui soit une « sanction transcendante dans le domaine politique ». Il s'agit donc pour elle d'un héritage de l'absolutisme français.

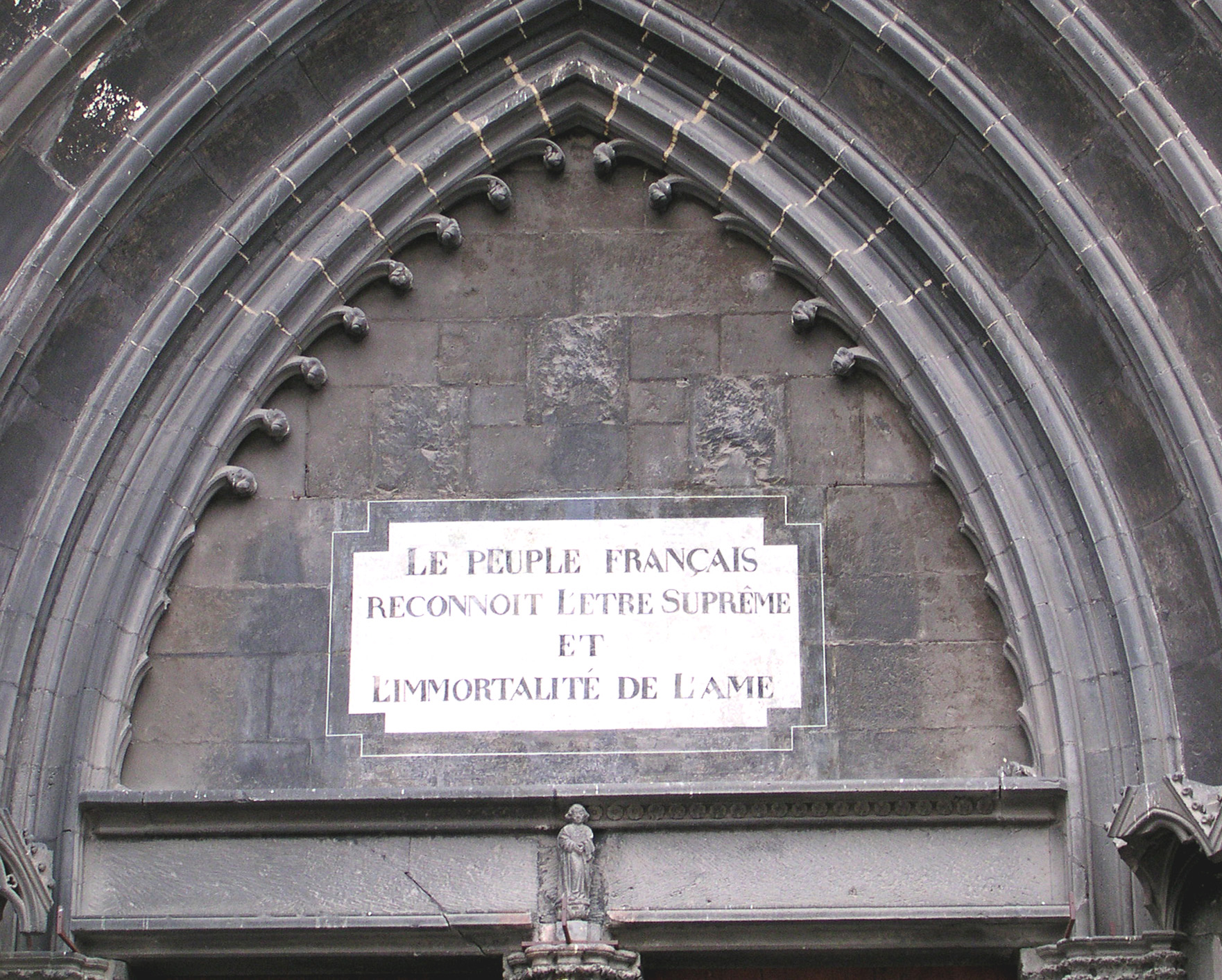
Cathédrale de Clermont-Ferrand : « Le peuple français reconnoit l'Etre Suprême et l'immortalité de l'âme » (marquage à la peinture mis au jour lors d'une restauration).

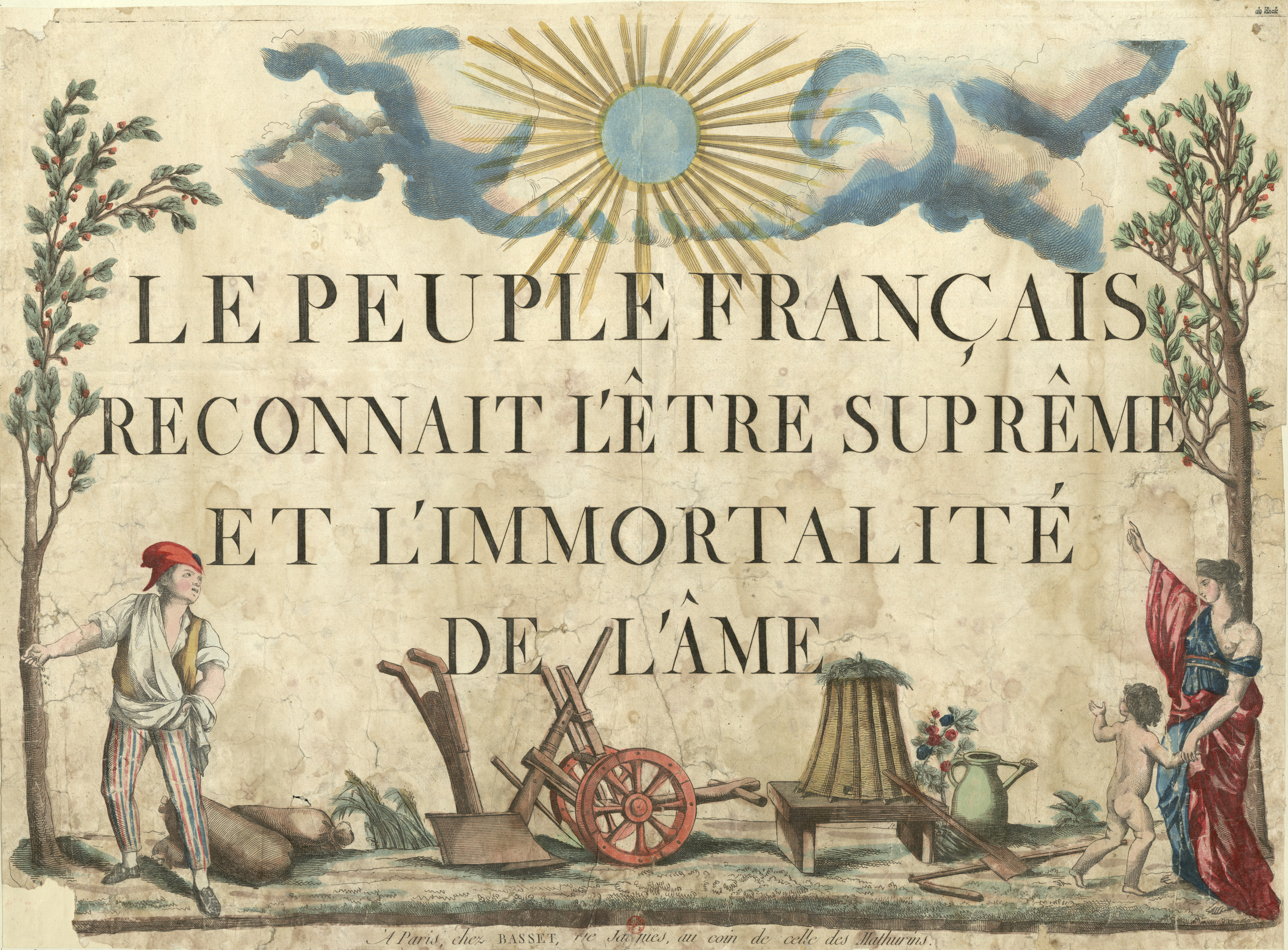
Le peuple français reconnaît l'être suprême et l'immortalité de l'âme, estampe anonyme, 1794, Paris, BnF, département des estampes et de la photographie.

La Convention a deux objectifs principaux : unifier les Français, après la guerre civile et la déchristianisation, et assurer la mainmise de l’État sur le culte. Un décret du 18 floréal an II (7 mai 1794), adopté par la Convention montagnarde sur un rapport de Robespierre (Comité de salut public), institue un calendrier de fêtes républicaines marquant les valeurs dont se réclame la République et se substituant aux fêtes catholiques : à l’Être suprême et à la nature ; au genre humain ; au peuple français ; aux bienfaiteurs de l’humanité ; aux martyrs de la liberté ; à la liberté et à l’égalité ; à la République ; à la liberté du monde ; à l’amour de la patrie ; à la haine des tyrans et des traîtres ; à la vérité ; à la justice ; à la pudeur ; à la gloire et à l’immortalité ; à l’amitié ; à la frugalité ; au courage ; à la bonne foi ; à l’héroïsme ; au désintéressement ; au stoïcisme ; à l’amour ; à la foi conjugale ; à l’amour paternel ; à la tendresse maternelle ; à la piété filiale ; à l’enfance ; à la jeunesse ; à l’âge viril ; à la vieillesse ; au malheur ; à l’agriculture ; à l’industrie ; à nos aïeux ; à la postérité ; au bonheur. En outre, elle établit le culte à l'Être suprême, qui se juxtapose au culte de la Raison. Enfin, Robespierre fait décréter que « le peuple français reconnaît l'existence de l’Être suprême et de l'immortalité de l'âme ».
Robespierre, déiste, attaque vivement les tendances athées et la politique de déchristianisation des ultra-révolutionnaires (hébertistes), qui ont institué le culte de la Raison fin 1793 (d'ailleurs en réaction à la déchristianisation et aux fêtes de la Raison, Robespierre est à l'origine d'un décret instituant la liberté des cultes, le 6 décembre 1793). À ses convictions spirituelles ou religieuses, se mêlent des objectifs politiques.
Il leur oppose une religion naturelle — reconnaissance de l'existence de l'Être suprême et de l'immortalité de l'âme — et un culte rationnel (institution des fêtes consacrées aux vertus civiques) dont le but est, selon lui, « de développer le civisme et la morale républicaine ».
Le « culte de l'Être suprême » est une cérémonie déiste, influencé par la pensée des philosophes des Lumières et consistant en une « religion » qui n’interagissait pas avec le monde et n’intervenait pas dans la destinée des hommes. Il ne s'agit pas d'un culte, au sens fort du terme, mais plutôt une sorte de religion civile à la Rousseau.
Le culte de l'Être suprême se traduit par une série de fêtes civiques destinées à réunir périodiquement les citoyens et à « refonder » la Cité autour de l’idée divine, mais surtout à promouvoir des valeurs sociales et abstraites comme l’Amitié, la Fraternité, le Genre humain, l’Enfance, la Jeunesse ou le Bonheur. La fraternité et le genre humain n'ont sur un point au moins rien d'abstrait : l'abolition de l'esclavage des Noirs en février 1794 par la Convention et qui se traduit dans les semaines et les mois qui suivent (jusqu'en thermidor an II) par l'envoi d'adresses de félicitations, d'annonce de fêtes civiques et l'arrestation de colons blancs intriguant contre le décret émancipateur. À Paris, c'est le cas si l'on en croit le témoignage, la plainte, le 20 prairial an II d'un colon esclavagiste de Saint-Domingue emprisonné à la prison de la Santé, Thomas Millet, contre le député de Saint-Domingue, Dufay, qui contribue au vote de la loi du 16 pluviôse an II.
À terme, si la liberté de culte est officiellement réaffirmée, la mainmise de l’État sur la religion se renforce : les catholiques sont toujours suspectés d'être des contre-révolutionnaires, et les partisans de l'Être suprême n'ont pas le droit d'organiser le culte librement.

## La fête de l'Être suprême
La fête de l'Être suprême, célébrée le 20 prairial an II (8 juin 1794), est, pour quelques heures, la manifestation de cette unanimité mystique, morale et civique que Maximilien de Robespierre envisage pour l'avenir comme condition de la paix et du bonheur. La fête de l'Être suprême connut un grand succès à travers la France et fut celle dont on a conservé des traces visibles le plus longtemps. Les régions les plus concernées ont été le bassin parisien, la Normandie, le Nord, la région lyonnaise, le Languedoc, la Provence, l'Aquitaine et la Bourgogne. Les régions les moins concernées furent le Haut-Rhin, et l'Ouest, dans une certaine mesure. Les fêtes civiques sont restées concentrées dans le bassin parisien et en Normandie, en région lyonnaise et dans le couloir rhodanien. Il y en eut une à Brest, organisée par le représentant en mission Prieur de la Marne, membre du Comité de salut public et montagnard robespierriste. Le numéro du Journal de la Montagne du 22 messidor an II – 10 juillet 1794 reproduit le discours de Prieur, prononcé à cette occasion. Le député y intègre la liberté des Noirs, confirmant le témoignage de Thomas Millet relatif à Paris indiqué ci-devant.
La fête de l’Être suprême est souvent perçue comme un signe d’apaisement politique voire comme une reconnaissance du catholicisme, ce qui suscite en retour l'hostilité des sans-culottes.

### Déroulement de la fête à Paris

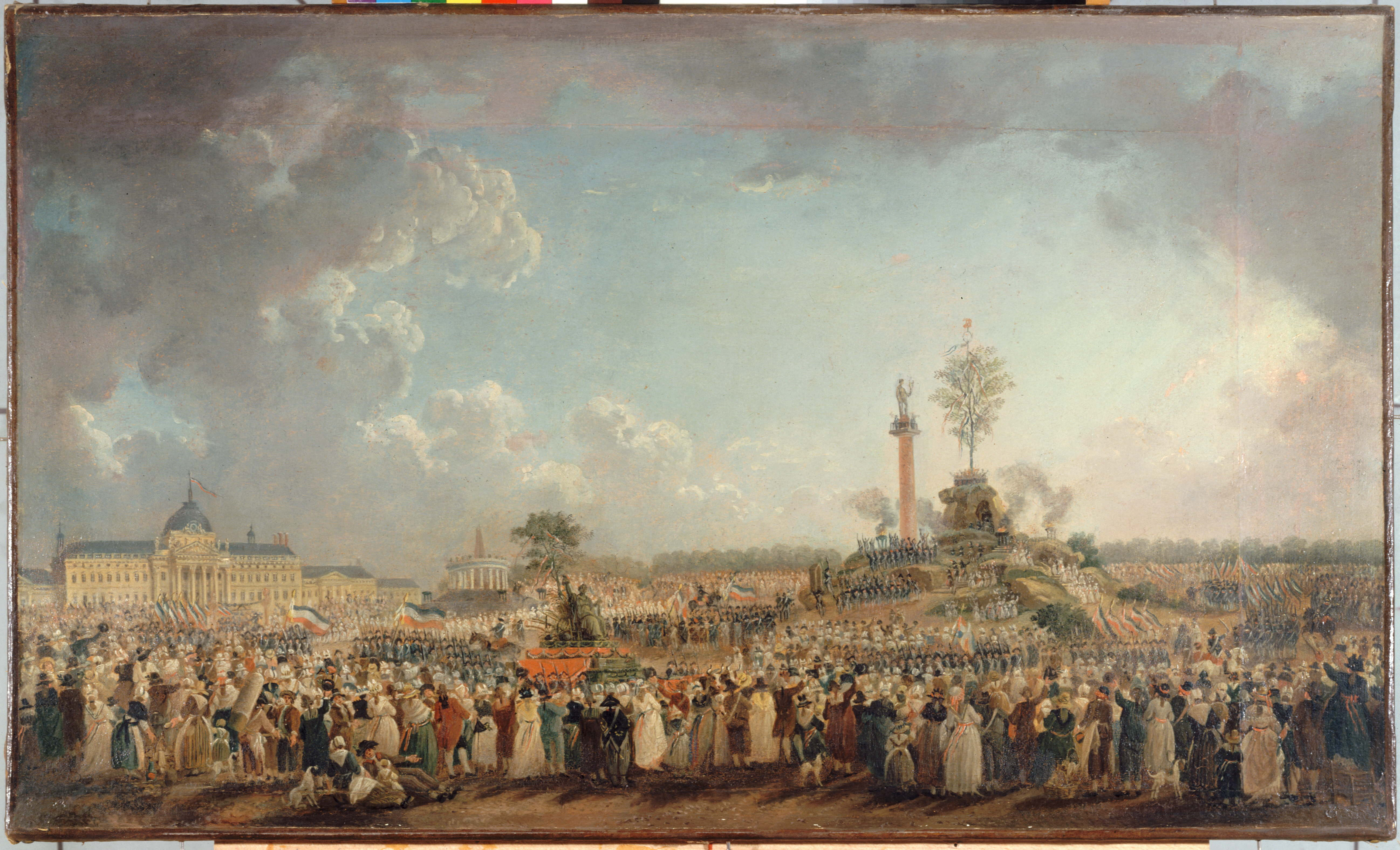
Fête de l'Être suprême - Vue du Champ-de-Mars, toile de Pierre-Antoine Demachy (musée Carnavalet).

Ce jour-là, les participants se rassemblent autour du bassin rond à l'extrémité est du jardin des Tuileries. Sur ce bassin, une pyramide représente un monstre, l'Athéisme entouré de l'Ambition, l'Égoïsme et la fausse Simplicité.
La fête connaît un immense succès, puisque sur 600.000 habitants à Paris, environ 300.000 à 400.000 personnes se rassemblèrent afin d'y assister.
Robespierre a revêtu un habit bleu céleste serré d'une écharpe tricolore. Il tient un bouquet de fleurs et d'épis à la main. La foule immense, venue communier aussi à ce grand spectacle, est ordonnancée par Jacques-Louis David. Robespierre met le feu aux représentations de l'Athéisme et de l’Égoïsme, qui démasque une fois brûlé une statue de la Sagesse.
Puis Robespierre précède les députés de la Convention, dont il est le président dans un cortège jusqu'au Champ-de-Mars. L'hymne à l'Être suprême, écrit par le poète révolutionnaire Théodore Désorgues, est chanté par la foule sur une musique de Gossec. Participe à la fête Marcellin le célèbre chanteur des rues de Paris.
Durant la cérémonie, des tensions apparaissent entre Robespierre et une partie des députés. Dans ses mémoires, l'ancien conventionnel Marc-Antoine-Baudot rapporte « qu'il y avait un intervalle considérable entre ses collègues et lui ». Il rapporte également que Robespierre est insulté par les députés Laurent Lecointre, Louis Maribon-Montaut, Pierre-Charles Ruamps et Didier Thirion.
Dans la troupe des députés de la Convention, pendant la cérémonie, on se moque, on bavarde, on refuse de marcher au pas. L'habit bleu de Robespierre rappelle le symbolisme chrétien. Malgré l'impression de concorde populaire produite par cette fête, le culte de l'Être suprême fut loin de créer l'unité morale entre les révolutionnaires et devait même susciter, peu après son instauration, une crise politique au sein du gouvernement révolutionnaire.

## Conséquences politiques
La proclamation du 18 floréal an II (7 mai 1794) marque une rupture avec la politique de déchristianisation, voire avec la promotion de l'athéisme, en vigueur depuis le début de la Révolution[réf. nécessaire]. Mais l’anticléricalisme est un élément de cohésion entre les députés de la Convention, malgré les divergences politiques. Les promoteurs de l'athéisme, comme Fouché, adversaire de Robespierre, y voient une condamnation de leurs idées et de leurs actions passées. Les Conventionnels sont, pour partie, opposés au retour du religieux au sein de la société. Ils craignent une division politique au sein des comités, voire une prise de pouvoir personnel par Robespierre. L'analyse politique de cette fête est unanime : Robespierre occupe désormais une place à part au sein de l'appareil de l’État.

## Postérité
Selon Raquel Capurro, le « culte » du Grand-Être développé par Auguste Comte et sa religion de l'Humanité, dans la phase dite religieuse du positivisme, est un héritage du culte de la Raison et du culte de l'Être suprême.

## Représentation au cinéma
Dans le film La Révolution française: les années terribles, deuxième partie du diptyque consacré à la Révolution sortie en 1989, une scène est consacrée à la fête de l'Être suprême au Champ-de-mars, avec un discours public de Robespierre. Le film représente le culte et la fête comme une lubie personnelle de Robespierre, qui est le seul à être enthousiaste. La foule est d'abord ennuyée par son discours, avant de le huer en l'accusant d'être un tyran, tandis qu'il essaye de les ignorer et continue.

#### Études historiques
- Alphonse Aulard, Le culte de la raison et le culte de l'être suprême (1793-1794) : essai historique, Paris, Félix Alcan, coll. « Bibliothèque d'histoire contemporaine », 1892, VIII-371 p. (présentation en ligne, lire en ligne).
- Simone Bernard-Griffiths, « Autour de La Révolution (1865) d'Edgar Quinet. Les enjeux du débat Religion-Révolution dans l'historiographie d'un républicain désenchanté », Archives de sciences sociales des religions, nos 66-1,‎ juillet-septembre 1988, p. 53-64 (JSTOR 30114701).
- Jacques Bernet, « La déchristianisation dans le district de Compiègne (1789-1795) », Annales historiques de la Révolution française, no 248,‎ avril-juin 1982, p. 299-305 (JSTOR 41913619).
- Jacques Bernet, « Les origines de la déchristianisation dans le district de Compiègne (septembre-décembre 1793) », Annales historiques de la Révolution française, no 233 « La déchristianisation de l'an II »,‎ juillet-septembre 1978, p. 405-432 (JSTOR 41915975).
- Serge Bianchi, « La déchristianisation de l'an II : essai d'interprétation », Annales historiques de la Révolution française, no 233 « La déchristianisation de l'an II »,‎ juillet-septembre 1978, p. 341-371 (JSTOR 41915973).
- Nicole Bossut, « Aux origines de la déchristianisation dans la Nièvre : Fouché, Chaumette ou les jacobins nivernais ? », Annales historiques de la Révolution française, no 264,‎ avril-juin 1986, p. 181-202 (lire en ligne).
- Edmond Campagnac, « Les débuts de la déchristianisation dans le Cher, septembre 1793-frimaire an II », Annales révolutionnaires, t. 4, no 5,‎ octobre-décembre 1911, p. 626-637 (JSTOR 41920425).
- Edmond Campagnac, « Les débuts de la déchristianisation dans le Cher, septembre 1793-frimaire an II (suite et fin) », Annales révolutionnaires, t. 5, no 4,‎ juillet-septembre 1912, p. 511-520 (JSTOR 41920541).
- Gérard Cholvy, « Religion et Révolution : la déchristianisation de l'an II », Annales historiques de la Révolution française, no 233 « La déchristianisation de l'an II »,‎ juillet-septembre 1978, p. 451-464 (JSTOR 41915977).
- (en) Richard Clay, « Violating the Sacred : Theft and "Iconoclasm" in Late Eighteenth-Century Paris », Oxford Art Journal, Oxford University Press, vol. 26, no 2,‎ 2003, p. 3-22 (JSTOR 3600388).
- Richard Cobb, « Les débuts de la déchristianisation à Dieppe (Note sur les origines du mouvement déchristianisateur en province) », Annales historiques de la Révolution française, no 143,‎ avril-juin 1956, p. 191-209 (JSTOR 41925693).
- Michael Culoma, La religion civile de Rousseau à Robespierre, Paris, L'Harmattan, 2010, présentation en ligne.
- Éric Desmons, « Réflexions sur la politique et la religion : de Rousseau à Robespierre », Revue française d'histoire des idées politiques, Paris, L'Harmattan, no 29,‎ 1er semestre 2009, p. 77-93 (JSTOR 24610574).
- Jean-Philippe Domecq, « La fête de l'Être suprême et son interprétation », Esprit, no 154,‎ septembre 1989, p. 91-125 (JSTOR 24273934).
- Maurice Dommanget, « La déchristianisation à Beauvais. Les laïcisations des prénoms », Annales révolutionnaires, t. 8, no 2,‎ mars-avril 1916, p. 230-249 (JSTOR 41920863).
- Maurice Dommanget, « La déchristianisation à Beauvais. La fête et le culte de la raison », Annales révolutionnaires, t. 9, no 3,‎ mai-juin 1917, p. 346-369 (JSTOR 41921915).
- Maurice Dommanget, « La déchristianisation à Beauvais. La fête et le culte de la raison (Suite) », Annales révolutionnaires, t. 9, no 4,‎ juillet-septembre 1917, p. 512-532 (JSTOR 41921002).
- Maurice Dommanget, « La déchristianisation à Beauvais. La fête et le culte de la raison (Suite et fin) », Annales révolutionnaires, t. 9, no 5,‎ octobre-décembre 1917, p. 654-668 (JSTOR 41921019).
- Maurice Dommanget, « La religion révolutionnaire », Annales révolutionnaires, t. 10, no 3,‎ mai-juin 1918, p. 318-326 (JSTOR 41921048).
- Maurice Dommanget, « La déchristianisation à Beauvais. Les sacrements civiques », Annales révolutionnaires, t. 11, no 2,‎ mars-avril 1919, p. 160-194 (JSTOR 41921123).
- Maurice Dommanget, « La déchristianisation à Beauvais. Le décadi », Annales révolutionnaires, t. 11, no 3,‎ mai-juin 1919, p. 337-358 (JSTOR 41921142).
- Maurice Dommanget, « La déchristianisation à Beauvais. La fête et le culte de l'Être suprême », Annales révolutionnaires, t. 13, no 4,‎ juillet-août 1921, p. 265-296 (JSTOR 41921298).
- Maurice Dommanget, « Robespierre et les cultes », Annales révolutionnaires, no 3,‎ mai-juin 1924, p. 193-216 (JSTOR 41923347).
- Maurice Dommanget, « Le symbolisme et le prosélytisme révolutionnaire à Beauvais et dans l'Oise : les arbres de la liberté », Annales historiques de la Révolution française, no 16,‎ juillet-août 1926, p. 345-362 (JSTOR 41923609).
- Maurice Dommanget, « Le symbolisme et le prosélytisme révolutionnaire à Beauvais et dans l'Oise : la Montagne sacrée », Annales historiques de la Révolution française, no 25,‎ janvier-février 1928, p. 46-57 (JSTOR 41924413).
- Maurice Dommanget, « Le symbolisme et le prosélytisme révolutionnaire à Beauvais et dans l'Oise : les apôtres de la Raison à Beauvais », Annales historiques de la Révolution française, no 29,‎ septembre-octobre 1928, p. 442-456 (JSTOR 41923785).
- (en) Charles A. Gliozzo, « The Philosophes and Religion : Intellectual Origins of the Dechristianization Movement in the French Revolution », Church History, vol. 40, no 3,‎ septembre 1971, p. 273-283 (DOI 10.2307/3163003, JSTOR 3163003).
- Philippe Goujard, « L'homme de masse sans les masses ou le déchristianisateur malheureux », Annales historiques de la Révolution française, no 264,‎ avril-juin 1986, p. 160-180 (JSTOR 4191530).
- Philippe Goujard, « Sur la déchristianisation dans l'Ouest : la leçon des adresses à la Convention nationale », Annales historiques de la Révolution française, no 233 « La déchristianisation de l'an II »,‎ juillet-septembre 1978, p. 433-450 (JSTOR 41915976).
- Marie-Hélène Huet, « Le sacre du printemps : essai sur le sublime et la Terreur », MLN, vol. 103, no 4,‎ septembre 1988, p. 782-799 (DOI 10.2307/2905017, JSTOR 2905017).
- Jacques Le Goff et René Rémond (dir.), Histoire de la France religieuse, XVIIIe siècle - XIXe siècle, Paris, Seuil, 1991.
- Henri Guillemin, Robespierre, politique et mystique, Paris, Le Seuil, 1987, 422 p.
- Hervé Leuwers, Robespierre, Paris, Fayard, 2014, 458 p. (ISBN 978-2-213-67156-7, présentation en ligne)Réédition : Hervé Leuwers, Robespierre, Paris, Pluriel, coll. « Pluriel », 2016, 456 p., poche (ISBN 978-2-8185-0509-0).
- Albert Mathiez, « Robespierre et la déchristianisation », Annales révolutionnaires, t. 2, no 3,‎ juillet-septembre 1909, p. 321-355 (JSTOR 41921650).
- Albert Mathiez, « Robespierre et la déchristianisation (suite et fin) », Annales révolutionnaires, t. 2, no 4,‎ octobre-décembre 1909, p. 513-540 (JSTOR 41921676).
- Albert Mathiez, « les philosophes et la séparation de l'Église et de l'État en France à la fin du XVIIIe siècle », Revue historique, Paris, Félix Alcan, t. 103,‎ janvier-avril 1910, p. 63-79 (lire en ligne).
- Albert Mathiez, « Robespierre et le culte de l'Être suprême », Annales révolutionnaires, t. 3, no 2,‎ avril-juin 1910, p. 209-238 (JSTOR 41920244).
- Albert Mathiez, « Le programme hébertiste », Annales révolutionnaires, t. 12, no 2,‎ mars-avril 1920, p. 139-142 (JSTOR 41921198).
- Albert Mathiez, « Coup d'œil critique sur l'histoire religieuse de la Révolution française », Revue d'histoire moderne et contemporaine, vol. 7, no 2,‎ 1905-1906, p. 109-132 (JSTOR 20523963).
- Albert Mathiez, Études robespierristes, Paris, Messidor, 1989.
- Yvan-Georges Paillard, « Fanatiques et patriotes dans le Puy-de-Dôme : la déchristianisation », Annales historiques de la Révolution française, no 233 « La déchristianisation de l'an II »,‎ juillet-septembre 1978, p. 372-404 (JSTOR 41915974).
- Jean-Daniel Piquet, « Le Comité de salut public et les fêtes sur la liberté des Noirs : Châlons-sur-Marne, Lyon, L'Être suprême à Paris », Annales historiques de la Révolution française, no 316, avril-juin 1999, p. 348–354.
- Jean-Daniel Piquet, « Robespierre et la liberté des Noirs en l'an II d'après les archives des comités et les papiers de la Commission Courtois », Annales historiques de la Révolution française, no 323, janvier-mars 2001, p. 69–91.
- Joost Rosendaal et Jost Rosendaal, « Qui était l'Être suprême pour les réfugiés bataves ? », Annales historiques de la Révolution française, no 277,‎ juillet-septembre 1992, p. 197-209 (JSTOR 41915666).
- (en) Jonathan Smyth, Robespierre and the Festival of the Supreme Being : The search for a republican morality, Manchester, Manchester University Press, 2016, 200 p. (ISBN 978-1-5261-0378-9, présentation en ligne).
- Albert Soboul, « Sentiment religieux et cultes populaires pendant la Révolution : saintes patriotes et martyrs de la liberté », Annales historiques de la Révolution française, no 148,‎ juillet-septembre 1957, p. 193-213 (JSTOR 41929587).
- Timothy Tackett, La Révolution, l'Église, la France, Paris, Cerf, 1986 ; préface de Michel Vovelle : « Sur la question du serment à la constitution civile du clergé ».
- R. Voeloeltzel, « L'« Être suprême » pendant la Révolution française (1789-1794) », Revue d'histoire et de philosophie religieuses, 1958, p. 250-272.
- Michel Vovelle, « La déchristianisation de l'an II : sur le compte rendu de Gérard Cholvy », Annales historiques de la Révolution française, no 233 « La déchristianisation de l'an II »,‎ juillet-septembre 1978, p. 465-470 (JSTOR 41915978).
- Michel Vovelle, 1793 : la Révolution contre l'Église : de la Raison à l'Être suprême, Bruxelles, Complexe, coll. « La Mémoire des siècles » (no 208), 1988, 311 p. (ISBN 2-87027-254-5, présentation en ligne).
- John Whitworth, « L'envoi d'adresses à la Convention en réponse au décret du 18 floréal : une étude des archives parlementaires », Annales historiques de la Révolution française, no 298,‎ octobre-décembre 1994, p. 651-669 (lire en ligne).
- John Whitworth, « L'exploitation de l'« athéisme » par les promoteurs du culte de l'Être suprême », dans Jean-Paul Bertaud, Françoise Brunel, Catherine Duprat… [et al.] (dir.), Mélanges Michel Vovelle : sur la Révolution, approches plurielles / volume de l'Institut d'histoire de la Révolution française, Paris, Société des Études robespierristes, coll. « Bibliothèque d'histoire révolutionnaire. Nouvelle série » (no 2), 1997, XXVI-598 p. (ISBN 2-908327-39-2), p. 107-116.

#### Littérature
- Philippe Sollers, Sade contre l'Être suprême, éd. Gallimard, 1991.